# Santa Maria Maddalena nell'Ospedale dei Pazzi
Santa Maria Maddalena nell'Ospedale dei Pazzi var en kyrkobyggnad i Rom, helgad åt den heliga Maria Magdalena. Kyrkan var inhyst i Ospedale dei Pazzarelli, vilket var ett manicomio, det vill säga ett mentalsjukhus. Sjukhuset med kyrkan var beläget vid Via della Lungara i Rione Trastevere.

## Kyrkans historia
Påve Benedikt XIII (1724–1730) grundade år 1725 mentalsjukhuset med en liten kyrka. Kyrkan restaurerades och tillbyggdes i två omgångar: under påve Leo XII (1823–1829) samt år 1863 under påve Pius IX (1846–1878). Sistnämnda byggnation utfördes efter ritningar av arkitekten Francesco Azzurri (1831–1901). 
Kyrkan hade ett högaltare samt två sidoaltaren. Högaltaret hade målningen Jungfru Maria med änglar. Höger sidoaltare hade en målning som framställde de heliga Firmus och Rusticus av Giovanni Antonio Valtellina, medan altaret till vänster hade Aureliano Milanis Johannes Döparens halshuggning.
Ospedale dei Pazzi och kyrkan Santa Maria Maddalena revs år 1883 för att ge plats åt Lungotevere Gianicolense i samband med anläggandet av tiberkajerna. Mentalsjukhuset återuppbyggdes på Monte Mario och invigdes år 1914. Mentalsjukhuset stängdes år 2000.